# Fukuist
fukuist（フクイスト）は、かつて福井県の情報を首都圏から発信した隔月刊のフリーペーパーである。

## 概要
公称部数は18,000部。福井と首都圏から世界をつなぐフリーペーパー。福井人と福井ジェンヌを紹介。

2010年5月9日現在、日本を中心に約220ヵ所（フランス、中国、ドイツなど）で配布している。

2011年6月7月号をもって休刊となった。

## 歴史
- 2009年10月15日 創刊。
- 2011年6月15日 休刊。